# Pentadiagonalna matrika
Pentadiagonalna matrika je matrika, ki ima neničelne elemente na glavni diagonali ter na dveh stranskih diagonalah nad njo in pod njo. 

## Zgled
{\displaystyle {\begin{pmatrix}c_{1}&d_{1}&e_{1}&0&\cdots &\cdots &0\\b_{1}&c_{2}&d_{2}&e_{2}&\ddots &&\vdots \\a_{1}&b_{2}&\ddots &\ddots &\ddots &\ddots &\vdots \\0&a_{2}&\ddots &\ddots &\ddots &e_{n-3}&0\\\vdots &\ddots &\ddots &\ddots &\ddots &d_{n-2}&e_{n-2}\\\vdots &&\ddots &a_{n-3}&b_{n-2}&c_{n-1}&d_{n-1}\\0&\cdots &\cdots &0&a_{n-2}&b_{n-1}&c_{n}\end{pmatrix}}.}